# ریکی هیکمن
ریکی هیکمن (انگلیسی: Ricky Hickman؛ زادهٔ ۱ سپتامبر ۱۹۸۵) بازیکن بسکتبال اهل ایالات متحده آمریکا است.